# Хоффман фон Румерштайн, Людвиг
Людвиг Хоффман фон Румерштайн (англ. Ludwig Hoffmann-Rumerstein, 21 января 1937, Инсбрук — 13 декабря 2022, Инсбрук) — австрийский юрист и католический деятель, и. о. великого магистра Мальтийского ордена (2017).

## Биография
Хоффманн-Румерштейн был младшим из четырёх сыновей Эрнста Хоффмана фон Румерштейна и его жены, баронессы Пиа Риккабона фон Райхенфельс. Он был крещён с именами Людвиг Франц Ксавер Иренеус Йозеф Петер Раймунд Мария. По Закону об аристократии в 1919 году семья потеряла право использовать свой титул.
Хоффманн-Румерштейн поначалу изучал историю и археологию, но после перешёл на юридические науки в Инсбрукском университете, который окончил в 1962 году. Затем он изучал философию в Папском григорианском университете. После прохождения военной службы работал юристом в ряде организаций, в том числе в Юридической фирме д-р Антона Бауэра в Инсбруке, с 1970 по 2002 год, специализировался в уголовном праве.
Служение Хоффманна-Румерштейна в Суверенном военном Мальтийском ордене началось в качестве волонтёра. В 1968 году он стал соучредителем австрийского добровольческого корпуса Ордена в Северном Тироле. В 1970 году он вступил в Орден как Рыцарь Чести и Преданности. С 1971 по 1979 год он возглавлял группу добровольцев Ордена в Инсбруке. С 1979 по 1986 год он был членом совета директоров Malteser Hospitaldienst Austria.
В 1984 году Хоффманн-Румерштейн принял обеты Рыцаря Справедливости. В том же году он был избран членом Суверенного Совета Ордена. Он служил Великим главнокомандующим Ордена с 1994 по 2004 год. Он был переизбран Великим главнокомандующим в 2014 году.
С конца января до конца апреля 2017 года Хоффманн-Румерштейн был исполняющим обязанности главы Ордена в качестве временно исполняющего обязанности лейтенанта после отставки Мэтью Фестинга с поста князя и Великого магистра. Он сохранял эту должность до 29 апреля 2017 года, когда Полный Государственный совет избрал Джакомо далла Торре дель Темпио ди Сангинетто лейтенантом Великого Магистра сроком на один год.
Умер 13 декабря 2022 года на 86 году жизни в Инсбруке